# Chrīstos Kountouriōtīs
Chrīstos Kountouriōtīs (in greco Χρήστος Κουντουριώτης?; Atene, 2 gennaio 1998) è un calciatore greco, centrocampista del Kavala.

## Carriera
Ha giocato nella prima divisione dei campionati greco, slovacco, georgiano ed armeno.